# Intville-la-Guétard
Intville-la-Guétard ist eine französische Gemeinde mit 175 Einwohnern (Stand 1. Januar 2022) im Département Loiret in der Region Centre-Val de Loire. Sie gehört zum Kanton Pithiviers und zum Arrondissement Pithiviers. Die Bewohner nennen sich Intvillois.
Sie grenzt im Nordwesten an Thignonville, im Norden an Audeville, im Osten und im Süden an Engenville, im Südwesten an Guigneville und im Westen an Morville-en-Beauce.

## Bevölkerungsentwicklung
| Jahr      | 1962 | 1968 | 1975 | 1982 | 1990 | 1999 | 2008 | 2018 |
| --------- | ---- | ---- | ---- | ---- | ---- | ---- | ---- | ---- |
| Einwohner | 107  | 92   | 88   | 87   | 89   | 99   | 110  | 152  |

## Sehenswürdigkeit

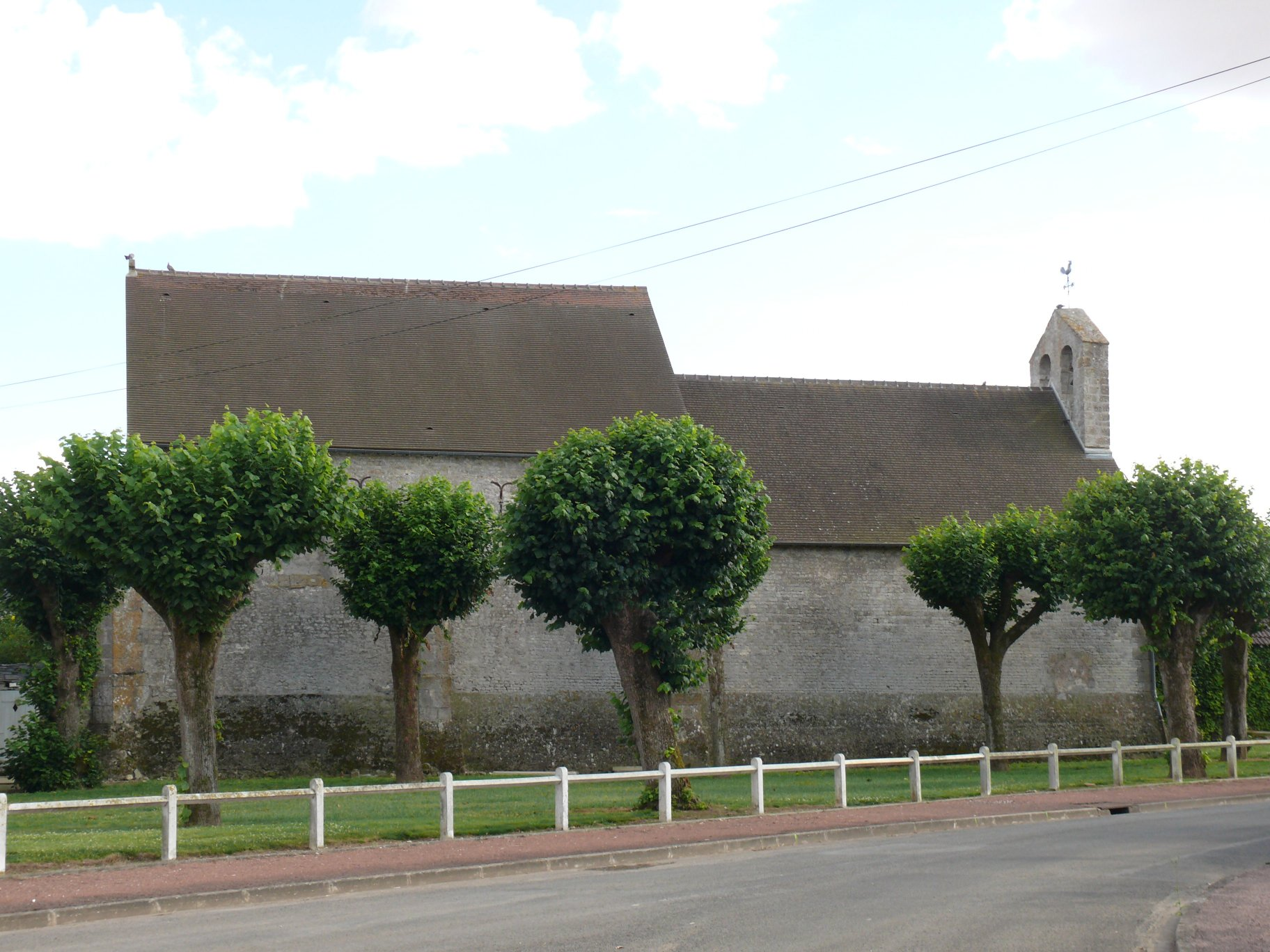
Kirche Saint-Pierre

- Kirche Saint-Pierre